# Chřestýš lesní
Chřestýš lesní (Crotalus horridus) je jedovatý had z čeledi zmijovitých vyskytující se na severovýchodě Spojených států amerických.

## Popis
Vyskytuje se především v hojně lesnatých oblastech, díky čemuž získal i své české označení. Dospělci měří na délku 90–150 centimetrů a váží zhruba 2,5 kilogramu. Barva kůže je nahnědlá s výraznými tmavými proužky.

## Potrava
Chřestýš lesní se živí malými savci, včetně hlodavců, loví však i malé žáby, ptáky a menší druhy hadů, dokonce i dalších chřestýšů. Nejčastěji lovenými hady jsou však užovky rodu Thamnophis.